# 斬る
『斬る』（きる）は、1962年に公開された三隅研次監督の日本映画。

## あらすじ
天才剣士・高倉信吾は、三年の武者修行のなかで、三弦の構えという異能の剣法を会得し、故郷に帰ってくる。つかのまの平和の日々。
しかし、ある日、父の信右衛門と妹の芳尾が隣家の池辺親子に惨殺され、死に瀕した信右衛門から自らの出生の秘密を聞いた時から、信吾の悲劇の命運は回り始める…。

## スタッフ
- 監督 - 三隅研次
- 製作 - 永田雅一
- 原作 - 柴田錬三郎
- 脚本 - 新藤兼人
- 企画 - 宮田豊
- 撮影 - 本多省三
- 音楽 - 斎藤一郎
- 美術 - 内藤昭
- 録音 - 大角正夫
- 照明 - 加藤博也
- 編集 - 菅沼完二

## キャスト
- 高倉信吾 - 市川雷蔵
- 山口藤子 - 藤村志保
- 高倉芳尾 - 渚まゆみ
- 田所佐代 - 万里昌代
- 田所主水 - 成田純一郎
- 千葉栄次郎 - 丹羽又三郎
- 庄司嘉兵衛 - 友田輝
- 松平大炊頭 - 柳永二郎
- 多田草司 - 天知茂
- 池辺義一郎 - 稲葉義男
- 江戸の武士 - 千葉敏郎
- 若山 - 毛利郁子
- 水戸城用人A - 伊達三郎
- 水戸城用人B - 細谷新吾
- 池辺義十郎 - 浜田雄史
- 安富主計 - 南部彰三
- 高倉信右衛門 - 浅野進治郎
- 牧野遠江守康哉 - 細川俊夫
- 興津新左衛門 - 玉置一恵

## 併映作品
- 『黒の試走車』